# Mauritz Stiller
Mauritz Stiller, född 17 juli 1883 i Helsingfors som Moshe Stiller, död 8 november 1928 i Stockholm, var en  finlandssvensk skådespelare, regissör och manusförfattare. Stiller kom jämte Victor Sjöström att bli den svenska stumfilmens ledande gestalt. Tillsammans med Sjöström bildade han 1922 filmproduktionsbolaget AB Svensk Filminspelning. Bland Stillers mest berömda filmer märks Thomas Graals bästa film (1917), Sången om den eldröda blomman (1919), Herr Arnes pengar (1919), Erotikon (1920) och Gösta Berlings saga (1924). Mauritz Stiller anses också ha varit den som upptäckte Greta Garbo. Stillerska Filmgymnasiet på Lidingö är uppkallat efter honom.

## Biografi

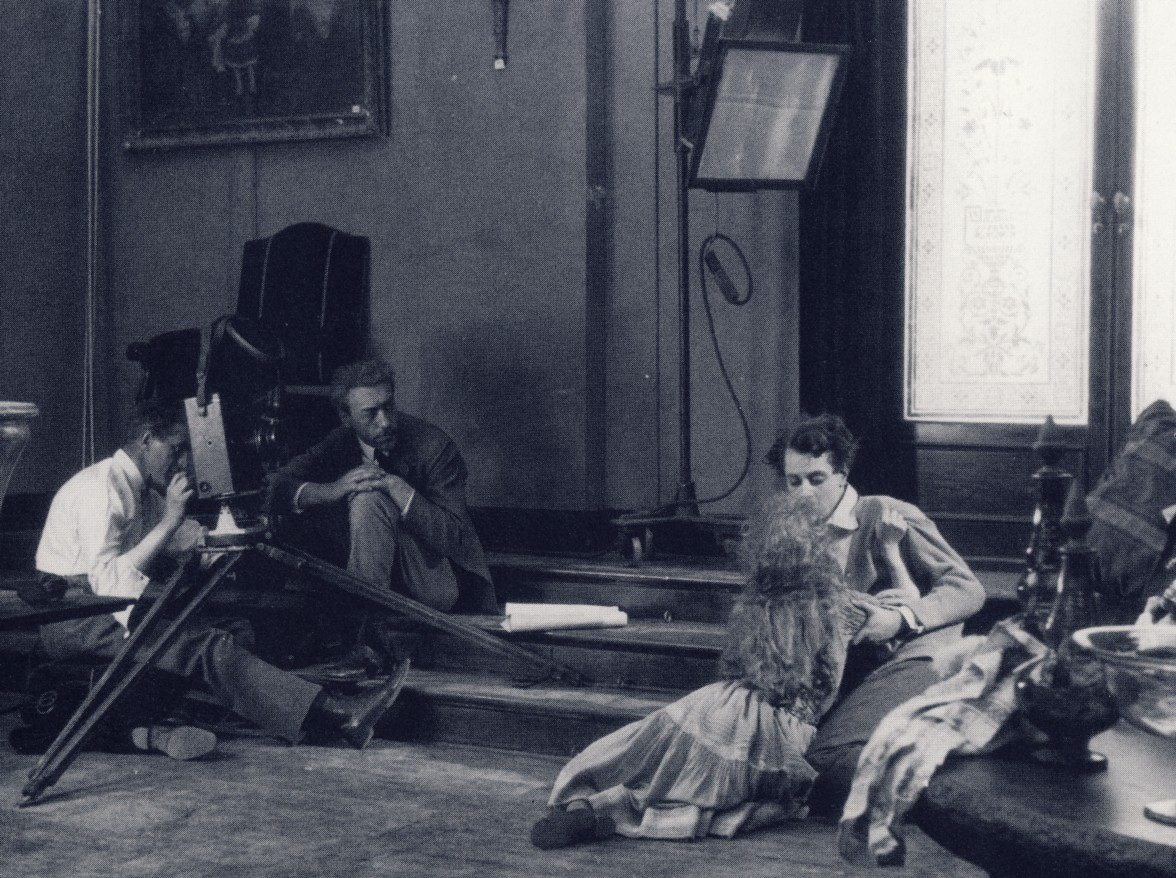
Mauritz Stiller (till höger om kameran) och Julius Jaenzon 1922 vid inspelningen av Gunnar Hedes saga.

Mauritz Stiller föddes år 1883 i Helsingfors, och fick namnet Moshe Stiller. Hans föräldrar var regementsmusikern Hirsch Stiller och hans maka Mindel (född Weissenberg). Båda föräldrarna avled 1887 och deras sex barn fördelades då hos olika släktingar. Stiller, en av de yngsta i skaran, blev fosterbarn hos skräddaren Peretz Katsman, hos vilken han började arbeta vid 13 år ålder. 
Några år senare började Stiller statera på Folkteatern i Helsingfors. Med tiden växte rollerna och han kunde titulera sig skådespelare, 1904–1907 spelade han i Sverige i Hugo Rönnblad och Hjalmar Selanders teatersällskap, 1907–1909 arbetade han vid Svenska Teatern i Helsingfors och 1909–1910 vid Intima teatern. 1910–1911 drev han själv Intima teatern, och kom här att debutera som regissör. 1911 övergick han till filmen som regissör och skådespelare för AB Svenska Biografteatern, som 1919 blev Svensk Filmindustri AB. Den första filmen redigerade Stiller 1912, Mor och dotter. De första filmerna saknade huvudsakligen konstnärliga ambitioner, men efterhand utvecklades hans regiteknik.

Mauritz Stiller i Zoologi på Lilla teatern 1912 - SMV - NS067

Flera av Stillers filmer hade en raffinerad berättarstruktur med olika fiktiva nivåer. I inledningen av Vingarne (1916) får exempelvis regissören Stiller en idé till en film när han står och tittar på Carl Milles skulptur med samma namn, och resten av Vingarne handlar om förverkligandet av denna filmidé. Vingarne avslutas med galapremiären av denna film, som också heter Vingarne, på Röda Kvarn i Stockholm. 
Thomas Graals bästa film (1917) handlar om manusförfattaren Thomas Graal (spelad av Victor Sjöström) som förälskar sig i sin sekreterare Bessie. Efter att hon lämnat honom börjar han skriva ett filmmanus om deras möte och fantiserar sedan ihop en fortsatt kärlekshistoria. I takt med att han skriver på sin berättelse får vi se den rullas upp i bild, samtidigt som vi också får se vad som faktiskt händer i hans och Bessies liv. Filmen blev så populär att också en uppföljare, Thomas Graals bästa barn (1918), gjordes. 
År 1920 hade Stillers Erotikon premiär, en komedi som skildrar det flirtiga spelet mellan den gifta Irene och hennes rivaliserande beundrare, Felix och Preben. Ingmar Bergman sa senare om filmen "Det är omöjligt att tänka sig Ernst Lubitsch utan denna föregångare av Mauritz Stiller."
Efter framgångarna med Gösta Berlings saga (1924) blev Stiller och filmens nya stjärna Greta Garbo inviterade till Hollywood. De reste dit tillsammans 1925, och där spelade Stiller in Fresterskan (1926) med Garbo, Syndens gata (1928) med Emil Jannings och Fay Wray samt tre filmer med Pola Negri, däribland Hotel Imperial (1927).
Mauritz Stiller återvände sjuk till Sverige 1928. Han dog senare samma år den 8 november klockan 01.15 på Röda korsets sjukhem i Stockholm. Han är begravd på Judiska församlingens begravningsplats inom Norra begravningsplatsen i Stockholm.

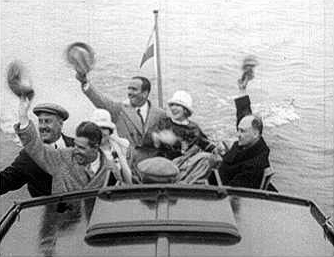
Mary Pickford, Douglas Fairbanks, Mauritz Stiller och Ivar Kreuger ombord på, under Pickfords och Fairbanks stockholmsbesök 1924.

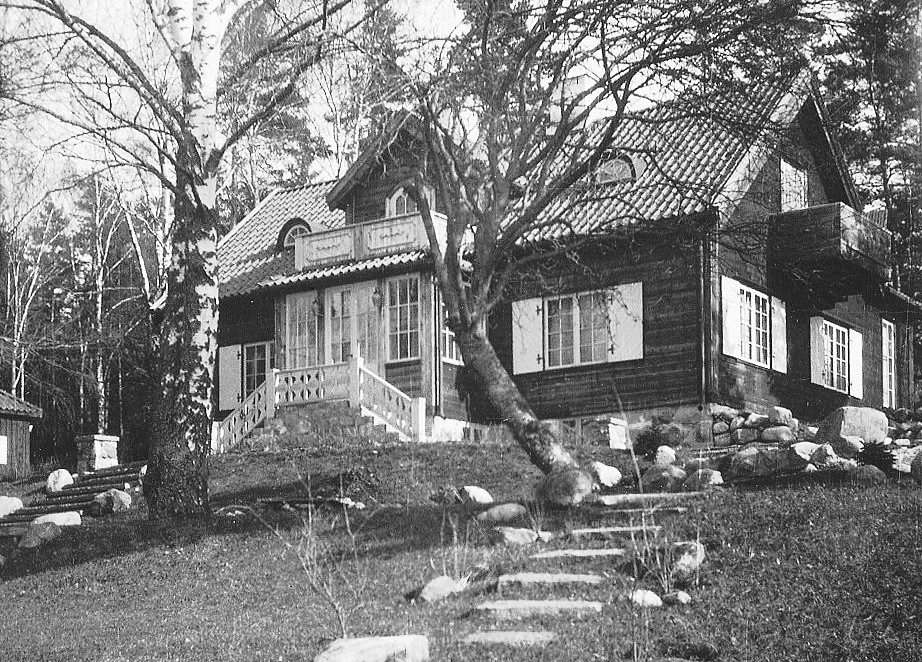
Mauritz bostad, "Villa Rutsdal", byggd 1927 på Bosön, Lidingö.

## Filmografi

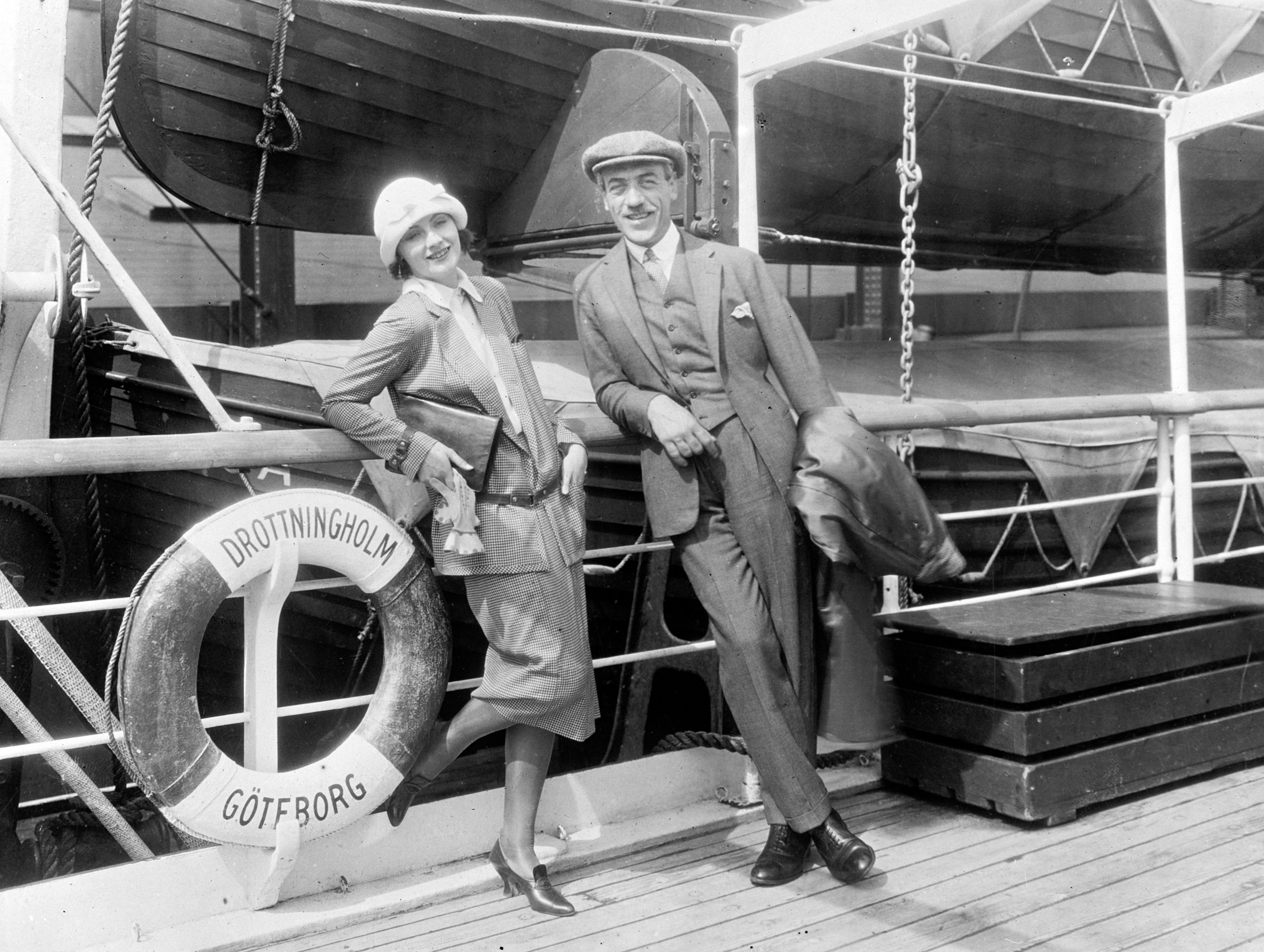
Greta Garbo och Mauritz Stiller ombord på ångfartyget S/S Drottningholm på sin väg till USA 1925.

Komplett filmografi. Flertalet av de tidiga stumfilmerna har gått förlorade. 

- 1912 – I lifvets vår (roll)
- 1912 – Mor och dotter (regidebut, manus, roll)
- 1912 – De svarta maskerna (regi, manus)
- 1912 – Trädgårdsmästaren (roll, manus)
- 1912 – Den tyranniske fästmannen (roll, manus, regi)
- 1913 – Barnet (regi)
- 1913 – Gränsfolken (regi)
- 1913 – Livets konflikter (regi)
- 1913 – Mannekängen (regi, manus) (Ej fullbordad)
- 1913 – Den moderna suffragetten (regi, manus)
- 1913 – När kärleken dödar (regi, manus)
- 1913 – När larmklockan ljuder (regi)
- 1913 – Den okända (regi, manus)
- 1913 – En pojke i livets strid (regi)
- 1913 – På livets ödesvägar (regi)
- 1913 – Vampyren (regi, manus)
- 1914 – Kammarjunkaren (manus)
- 1914 – Bröderna (regi)
- 1914 – För sin kärleks skull (regi, manus)
- 1914 – När svärmor regerar (regi, manus, roll)
- 1914 – Det röda tornet (regi, manus)
- 1914 – Skottet (regi)
- 1914 – Stormfågeln (regi)
- 1915 – Dolken (regi, manus)
- 1915 – Hans bröllopsnatt (regi)
- 1915 – Hans hustrus förflutna (regi)
- 1915 – Hämnaren (regi)
- 1915 – Lekkamraterna (regi, manus)
- 1915 – Madame de Thèbes (regi)
- 1915 – Minlotsen (regi)
- 1915 – Mästertjuven (regi)
- 1915 – När konstnärer älska (regi)
- 1916 – Balettprimadonnan (regi)
- 1916 – Kampen om hans hjärta (regi)
- 1916 – Kärlek och journalistik (regi)
- 1916 – Lyckonålen (regi)
- 1916 – Vingarne (roll, manus, regi)
- 1917 – Alexander den Store (regi, manus)
- 1917 – Thomas Graals bästa film (regi)
- 1918 – Thomas Graals bästa barn (regi)
- 1919 – Herr Arnes pengar (regi, manus)
- 1919 – Sången om den eldröda blomman (manus, regi)
- 1920 – Erotikon (manus, regi)
- 1920 – Fiskebyn (regi)
- 1921 – Johan (regi, manus)
- 1921 – De landsflyktige (regi, manus)
- 1923 – Gunnar Hedes saga (regi, manus)
- 1924 – Gösta Berlings saga (regi, manus)
- 1926 – Fresterskan (The Temptress) (regi)
- 1927 – Hotel Imperial (regi)
- 1927 – Ned med vapnen! (regi)
- 1927 – En kvinnas bekännelse (regi)
- 1928 – Street of Sin (regi)

## Teater

### Regi (komplett)
| År   | Produktion                                                      | Upphovsmän                                             | Teater                                        |
| ---- | --------------------------------------------------------------- | ------------------------------------------------------ | --------------------------------------------- |
| 1911 | Äkta makar Kjærlighet og venskap                                | Peter Egge Översättning Björn Halldén                  | Lilla teatern                                 |
| 1911 | Näckens dotter                                                  | Joseph Dachs                                           | Lilla teatern                                 |
| 1911 | Bakom Kuopio                                                    | Gustaf von Numers                                      | Lilla teatern                                 |
| 1911 | Försvarsadvokaten Der Herr Verteidiger                          | Ferenc Molnár                                          | Lilla teatern                                 |
| 1911 | Mörkrets makt Власть тьмы, Vlast tmy                            | Leo Tolstoj                                            | Lilla teatern                                 |
| 1912 | Miss Williams from New York Atalanta eller Naar Piger har Penge | Gustav Wied och Jens Petersen Översättning Elsa Collin | Lilla teatern                                 |
| 1912 | Leka med elden                                                  | August Strindberg                                      | Lilla teatern                                 |
| 1912 | Hockenjos staty Hockenjos oder Die Lügenkomödie                 | Jakob Wassermann Översättning Nalle Halldén            | Lilla teatern                                 |
| 1912 | Zoologi Lottchens Geburtstag                                    | Ludwig Thoma                                           | Lilla teatern                                 |
| 1915 | Oväder                                                          | August Strindberg                                      | Intima teatern                                |
| 1916 | Ett drömspel                                                    | August Strindberg                                      | Lorensbergsteatern                            |
| 1916 | Kära släkten Den kjære Familje                                  | Gustav Esmann                                          | Lorensbergsteatern                            |
| 1916 | Jonglören Der Jongleur                                          | Emil Pohl                                              | Lorensbergsteatern                            |
| 1916 | Eva och hennes män Die rätselhafte Frau                         | Robert Reinert                                         | Lorensbergsteatern                            |
| 1916 | På de anklagades bänk On trial                                  | Elmer Rice                                             | Lorensbergsteatern                            |
| 1928 | Broadway                                                        | Philip Dunning och George Abbott                       | Oscarsteatern Senare flyttad till Vasateatern |

### Roller (ej komplett)
| År   | Roll                                            | Produktion                                                   | Regi                       | Teater                        |
| ---- | ----------------------------------------------- | ------------------------------------------------------------ | -------------------------- | ----------------------------- |
| 1901 | Johan Fleming                                   | Daniel Hjort Josef Julius Wecksell                           |                            | Svenska inhemska teatern, Åbo |
| 1901 | Michalsky                                       | Ära Hermann Sudermann                                        |                            | Svenska inhemska teatern, Åbo |
| 1901 | Löjtnant Werner                                 | Ur livets strid Fredrik Berndtson                            |                            | Svenska inhemska teatern, Åbo |
| 1902 | Robert, bibliotekarie                           | Den nye bibliotekarien Gustaf von Moser                      |                            | Svenska inhemska teatern, Åbo |
| 1902 | von Malthén                                     | Hofgunst Thilo von Trotha                                    |                            | Svenska inhemska teatern, Åbo |
| 1902 | Polis                                           | Hoppet Herman Heijermans                                     |                            | Svenska inhemska teatern, Åbo |
| 1902 | Jan Anders                                      | Värmlänningarna Fredrik August Dahlgren                      |                            | Svenska inhemska teatern, Åbo |
| 1902 | des Millet                                      | Sällskap där man har tråkigt Édouard Pailleron               |                            | Svenska inhemska teatern, Åbo |
| 1902 | Giacomo                                         | Beatrice Cenci Johan Fridolf Hagfors                         |                            | Svenska inhemska teatern, Åbo |
| 1902 | Auguste François                                | Zaza Paul Berton och Charles Simon                           |                            | Karin Swanströms turné        |
| 1902 | Fritz Hart, handelsresande                      | Människans rättigheter Friedrich von Wrede                   |                            | Karin Swanströms turné        |
| 1902 | Anders                                          | Per Olsson och hans käring Gustaf af Geijerstam              |                            | Svenska inhemska teatern, Åbo |
| 1902 | Mitific                                         | Flickan från Arles Alphonse Daudet                           |                            | Svenska inhemska teatern, Åbo |
| 1902 | Caligula                                        | Fäktaren från Ravenna Friedrich Halm                         |                            | Svenska inhemska teatern, Åbo |
| 1902 | Felix Braun                                     | Petermans flickor Adolph L'Arronge                           |                            | Svenska inhemska teatern, Åbo |
| 1902 | Hertig Carl                                     | Karin Månsdotter Adolf Paul                                  |                            | Svenska inhemska teatern, Åbo |
| 1903 | Marinas man                                     | Mörkrets makt Lev Tolstoj                                    |                            | Svenska inhemska teatern, Åbo |
| 1903 | Cléonte                                         | Borgaren - Adelsman Moliére                                  |                            | Svenska inhemska teatern, Åbo |
| 1903 | Sanne                                           | Paul Lange och Tora Parsberg Bjørnstjerne Bjørnson           |                            | Svenska inhemska teatern, Åbo |
| 1903 | Professor Moriarty                              | Sherlock Holmes Arthur Conan Doyle och William Gillette      |                            | Svenska inhemska teatern, Åbo |
| 1903 | Marinlöjtnanten Valdemar Nyström                | Kära släkten Gustav Esmann                                   |                            | Svenska inhemska teatern, Åbo |
| 1904 | Första stadsvakten                              | En veneziansk komedi Per Hallström                           |                            | Svenska Teatern, Helsingfors  |
| 1904 | Tybalt                                          | Romeo och Julia William Shakespeare                          |                            | Svenska Teatern, Helsingfors  |
| 1904 | Max                                             | Hemmet Hermann Sudermann                                     |                            | Svenska Teatern, Helsingfors  |
| 1905 | Jockeyen                                        | Vera Edvard Brandes                                          |                            | Hjalmar Selanders turné       |
| 1905 | Don Diego Alfonso José Silva d'y Kimona y Gomez | En belägrad änka Ernest Grenet-Dancourt                      |                            | Hugo Rönnblads turné          |
| 1905 | Kapten Julian Chandler                          | Tatlows hemlighet, eller Arbetets triumf Henry Arthur Jones  |                            | Hugo Rönnblads turné          |
| 1905 | Skogvaktaren Sören Bastrup                      | En lektion Walter Christmas                                  |                            | Hugo Rönnblads turné          |
| 1905 | Filiocus Brosshandlare Balans                   | Andersson, Pettersson och Lundström Frans Hodell             |                            | Hugo Rönnblads turné          |
| 1905 | Spritdirektören Georg Heyman                    | Lynggaard & Co Hjalmar Bergstrøm                             |                            | Hugo Rönnblads turné          |
| 1905 | Den ene studenten                               | Äventyr på fotvandring Jens Christian Hostrup                |                            | Hugo Rönnblads turné          |
| 1906 | Prinzivalle                                     | Monna Vanna Maurice Maeterlinck                              |                            | Hugo Rönnblads turné          |
| 1906 |                                                 | Evig kärlek Hermann Faber                                    |                            | Hugo Rönnblads turné          |
| 1906 | Löjtnanten                                      | Hin och smålänningen Frans Hedberg                           |                            | Östermalmsteatern             |
| 1906 | Överkonstapeln vid flottan Blommén              | Rospiggarna Frans Hedberg                                    |                            | Östermalmsteatern             |
| 1906 | Underlöjtnant Bomb                              | Andersson, Pettersson och Lundström Frans Hodell             |                            | Östermalmsteatern             |
| 1906 | Doktor Sime Poliskonstapel                      | Oliver Twist Cormyne Garr                                    |                            | Östermalmsteatern             |
| 1906 | Nils Finsen                                     | Den förlorade sonen Hall Caine                               |                            | Östermalmsteatern             |
| 1906 | Grosshandlare Finck                             | Magdalene Gustav Esmann                                      |                            | Östermalmsteatern             |
| 1907 | Soldaten Karl Hurtig Bonden Olli Tiainen        | Fänrik Ståhls sägner Herman Ring och John Wigforss           |                            | Östermalmsteatern             |
| 1907 | Riksheraldikern S:t Bartolomeus                 | Lycko-Pers resa August Strindberg                            |                            | Östermalmsteatern             |
| 1907 | En löjtnant på fartyget Great Eastern           | På havets botten Ferdinand Dugué                             |                            | Östermalmsteatern             |
| 1907 | Vännen                                          | Leka med elden August Strindberg                             |                            | Östermalmsteatern             |
| 1907 | Tardival                                        | Kolhandlarne Jules Costé och Philippe Gille                  |                            | Östermalmsteatern             |
| 1907 | Anders                                          | Per Olsson och hans käring Gustaf af Geijerstam              |                            | Svenska Teatern, Helsingfors  |
| 1907 | Ernst                                           | Döden fadder August Blanche                                  |                            | Svenska Teatern, Helsingfors  |
| 1907 | Kleemeier                                       | Jonglören Emil Pohl                                          |                            | Svenska Teatern, Helsingfors  |
| 1907 | von Schöldpadda                                 | Kära släkten Gustav Esmann                                   |                            | Svenska Teatern, Helsingfors  |
| 1907 | Edvard Kronfelt                                 | Brottsjön Alexander Öhquist                                  |                            | Svenska Teatern, Helsingfors  |
| 1907 | Henri                                           | På havets botten Ferdinand Dugué                             |                            | Svenska Teatern, Helsingfors  |
| 1907 | Carolus                                         | Triplepatte Tristan Bernard och André Godfernaux             |                            | Svenska Teatern, Helsingfors  |
| 1907 | Erland                                          | I Pojo skärgård Emelie Degerholm                             |                            | Svenska Teatern, Helsingfors  |
| 1908 | Gaston Rieux                                    | Kameliadamen Alexandre Dumas den yngre                       |                            | Svenska Teatern, Helsingfors  |
| 1908 | Axel von Rambow                                 | Livet på landet Fritz Reuter                                 |                            | Svenska Teatern, Helsingfors  |
| 1908 | Lucentio                                        | Så tuktas en argbigga William Shakespeare                    |                            | Svenska Teatern, Helsingfors  |
| 1908 | Joe Jackson                                     | Min hustru, fröken Josette Paul Gavault och Robert Charvay   |                            | Svenska Teatern, Helsingfors  |
| 1908 | Gert Böhme                                      | Älskarinnan Agnes Henningsen                                 |                            | Svenska Teatern, Helsingfors  |
| 1908 | Neergaard                                       | Far och son Gustav Esmann                                    |                            | Svenska Teatern, Helsingfors  |
| 1908 | Prinsen av Aragonien                            | Köpmannen i Venedig William Shakespeare                      |                            | Svenska Teatern, Helsingfors  |
| 1908 | Richard Voysin                                  | Tjuven Henri Bernstein                                       |                            | Svenska Teatern, Helsingfors  |
| 1908 | Rudolf V av Ruritanien/Rudolf Rassendyll        | Fången på Zenda Anthony Hope                                 |                            | Svenska Teatern, Helsingfors  |
| 1908 | Fredrik Hamann                                  | 2 X 2 = 5 Gustav Wied                                        |                            | Svenska Teatern, Helsingfors  |
| 1908 | Dr Schmidt                                      | Bröderna Hansen Edgard Høyer                                 |                            | Svenska Teatern, Helsingfors  |
| 1909 | En herre                                        | Djävulen Ferenc Molnár                                       |                            | Svenska Teatern, Helsingfors  |
| 1909 | Maxime Odiot                                    | En fattig ung mans öden Octave Feuillet                      |                            | Svenska Teatern, Helsingfors  |
| 1909 | Arthur J Raffles                                | Amatörtjuven E. W. Hornung och Eugene W. Presbury            |                            | Svenska Teatern, Helsingfors  |
| 1909 | Prosper                                         | Ett revolutionsbröllop Sophus Michaëlis                      |                            | Svenska Teatern, Helsingfors  |
| 1909 | Erasmus Montanus                                | Erasmus Montanus Ludvig Holberg                              |                            | Svenska Teatern, Helsingfors  |
| 1909 | Sir Gerald O'Mara                               | Lady Frederick W. Somerset Maugham                           | Axel Hansson               | Lady Frederick-turnén         |
| 1909 | Hippolite Richand                               | Falska juveler Alexandre Dumas den yngre                     | Axel Hansson               | Lady Frederick-turnén         |
| 1910 | Torquato Tasso                                  | Torquato Tasso Johann Wolfgang von Goethe                    | Agnes Symra                | Sigfrid Johnssons sällskap    |
| 1910 | Författaren                                     | Ett besök Edvard Brandes                                     |                            | Anna Norries sällskap         |
| 1910 | Antonin Plinchard                               | Lili Hervé, Alfred Hennequin och Albert Millaud              |                            | Anna Norries sällskap         |
| 1910 | Anatole de Beaupersil                           | Niniche Marius Boullard, Alfred Hennequin och Albert Millaud |                            | Anna Norries sällskap         |
| 1911 | Harald Jespersen                                | Äkta makar Peter Egge                                        | Mauritz Stiller            | Lilla teatern                 |
| 1911 | En tenorsångare                                 | Näckens dotter Joseph Dachs                                  | Mauritz Stiller            | Lilla teatern                 |
| 1911 | Pastorsdjunkt Elias Jussilainen                 | Bakom Kuopio Gustaf von Numers                               | Mauritz Stiller            | Lilla teatern                 |
| 1911 | Puszér, inbrottstjuv                            | Försvarsadvokaten Ferenc Molnár                              | Mauritz Stiller            | Lilla teatern                 |
| 1911 | Pastor Elias Jussilainen                        | Pastor Jussilainen Gustaf von Numers                         | Jenny Tschernichin-Larsson | Lilla teatern                 |
| 1912 | Francke, kammartjänare                          | Miss Williams from New York Gustav Wied och Jens Petersen    | Mauritz Stiller            | Lilla teatern                 |
| 1912 | Vännen                                          | Leka med elden August Strindberg                             | Mauritz Stiller            | Lilla teatern                 |
| 1912 | Hockenjo                                        | Hockenjos staty Jakob Wassermann                             | Mauritz Stiller            | Lilla teatern                 |
| 1912 | Doktor Traugott Appel, privatdocent             | Zoologi Ludwig Thoma                                         | Mauritz Stiller            | Lilla teatern                 |
| 1916 | von Schöldpadda                                 | Kära släkten Gustav Esmann                                   | Mauritz Stiller            | Lorensbergsteatern            |